# Revesby (Royaume-Uni)
Revesby est une paroisse civile et un village du Lincolnshire, en Angleterre.